# Larcan
Larcan ist eine französische Gemeinde mit 180 Einwohnern (Stand 1. Januar 2022) im Département Haute-Garonne in der Region Okzitanien (zuvor Midi-Pyrénées). Die Einwohner werden als Larcanais bezeichnet.

## Geographie
Umgeben wird Larcan von den sechs Nachbargemeinden:
| Lalouret-Laffiteau | Saint-Marcet                                |        |
| Lodes              | Kompassrose, die auf Nachbargemeinden zeigt | Latoue |
| Saint-Ignan        | Saux-et-Pomarède                            |        |

## Bevölkerungsentwicklung
| Jahr                      | 1962 | 1968 | 1975 | 1982 | 1990 | 1999 | 2005 | 2010 | 2016 |
| ------------------------- | ---- | ---- | ---- | ---- | ---- | ---- | ---- | ---- | ---- |
| Einwohner                 | 179  | 164  | 169  | 168  | 147  | 156  | 181  | 178  | 177  |
| Quelle: Cassini und INSEE |      |      |      |      |      |      |      |      |      |

## Sehenswürdigkeiten
- Kirche St-Roch, erbaut im 19. Jahrhundert